# سیده فاطمه حسینی
سیده فاطمه حسینی (زادهٔ ۱۳۶۴ در شیراز) سیاستمدار اصلاح‌طلب ایرانی است که در دورهٔ دهم مجلس شورای اسلامی به‌عنوان نمایندهٔ تهران، ری، شمیرانات، اسلامشهر و پردیس حضور داشت.
او فرزند سید صفدر حسینی، وزیر کار و وزیر اقتصاد در دولت هشتم و رئیس سابق صندوق توسعهٔ ملی ایران است.

## مجلس شورای اسلامی
در دهمین دورهٔ انتخابات مجلس شورای اسلامی، حسینی در لیست سی نفرهٔ ائتلاف فراگیر اصلاح طلبان: گام دوم به عنوان جوان‌ترین نامزد در حوزه انتخابیه تهران، ری، شمیرانات، اسلامشهر و پردیس حضور داشت که توانست با کسب ۱٬۲۱۸٬۷۲۷ رأی، در رتبهٔ دهم، به مجلس شورای اسلامی را یابد.

### ریاست شورای اجرایی ایران در اتحادیه بین المجالس جهانی
حسینی نخستین زنی است در ایران است که به‌عنوان رئیس هیئت پارلمانی ایران در اتحادیه بین المجالس جهانی انتخاب شد و به مدت دو سال از سال ۲۰۱۸ تا ۲۰۲۰ شرکت کرد. وی در این سفرها سخنرانی‌های متعددی در دفاع از مواضع ایران ایراد می‌کرد.

### واکنشِ علی مطهری به سخنانِ خارج از موضوع
در موضوع نبودنِ سخنانِ حسینی، بارها علی مطهری رئیس جلسهٔ موقتِ مجلس را به واکنش واداشت. مطهری چندین بار تذکر داد و گفت: این مطالب را باید در نطقِ میان‌دستورِ خود بگویید و اکنون باید در موردِ وزارتِ ارتباطات سخن بگویید. لطفاً در موضوع صحبت کنید. اما حسینی توجهی به تذکرِ مطهری نکرد و سخنانش را ادامه داد. مطهری چندباری تهدید کرد که بلندگو را قطع می‌کند و دستِ آخر، رئیس موقت مجلسِ ایران پس از چند بار تذکر، مجبور به قطعِ میکروفونِ او شد. این سخنرانی، به دلیل استفاده شخصی از تریبون مجلس و زیر سؤال بردن اعتبار لیست امید با انتقاداتی مواجه شد. وی در همان زمان با انتشار جوابیه‌ای اتهامات وارده به خود در فضای رسانه‌ای را تکذیب و رسانه‌ها را به رعایت اخلاق در انتشار اخبار موثق دعوت کرد.

## حواشی

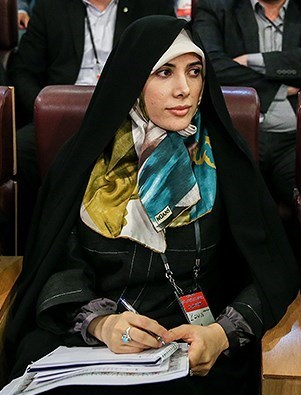
سیده فاطمه حسینی در سال ۱۳۹۴

### تأسیس صرافی
در سال ۱۳۹۰ و در هنگام شدت گرفتن بحران ارزی در ایران، سیده فاطمه حسینی جوان‌ترین نمایندهٔ دورهٔ دهم مجلس شورای اسلامی، که آن زمان ۲۶ سال داشت به همراه همسرش، هانی میرمحمدعلی، اقدام به تأسیس یک صرافی به نام «شرکت تضامنی سیدهانی میرمحمدعلی و شرکا» می‌کنند. میرمحمدعلی مدیریت این صرافی را بر عهده می‌گیرد و دختر سید صفدر حسینی هم بر کرسی ریاست هیئت مدیره این صرافی می‌نشیند. حدود یک سال بعد بانک مرکزی وقت رسماً دریافت مجوز این صرافی را اعلام می‌کند. اما یک و سال و نیم بعد یعنی در بهمن ماه ۱۳۹۲ که دولت حسن روحانی سکان قوه مجریه را به دست می‌گیرد، بانک مرکزی دولت یازدهم رسماً مجوز فعالیت صرافی دختر و داماد صفدرحسینی را لغو می‌کند. اما با بررسی روزنامه رسمی می‌توان فهمید که صرافی خانوادگی صفدر حسینی با وجود لغو مجوز هم به فعالیت خود ادامه می‌دهد تا این که در بهمن ماه ۱۳۹۴ و بعد از این که به‌طور عجیبی سرمایه خود را از ۲۰۰ میلیون به ۴ میلیارد تومان افزایش داده بود، بار دیگر از بانک مرکزی مجوز می‌گیرد. اما این مجوز هم زیاد داوم نمی‌آورد و طبق جدیدترین آمار صرافی‌های مجاز که در نخستین روزهای تیرماه ۱۳۹۵ منتشر شد صرافی داماد و دختر رئیس سابق صندوق توسعه ملی برای دومین بار لغو مجوز شده است،

### سهم‌خواهی از سفرهٔ انقلاب
در جریان نطق پیش از دستوری که در دفاع از پدرش ایراد کرد، مدعی شد که او و خانواده اش به صورتی منصفانه از مواهب مترتبه بر مسئولیت و «سفرهٔ انقلاب» بهره‌مند نشده‌اند، رسانه‌های مختلف از تعبیر سهم این خانواده از «سفرهٔ انقلاب» به کرات به صورت طنز یا کنایه آمیز استفاده کردند اگرچه لاریجانی بعداً در مجلس به درخواست فاطمه حسینی پس از تحقیق و تفحص اعلام کرد او نگفته بوده که «سهم مان را از سفره انقلاب می‌خواهیم» و تهمتی از سوی مخالفان سیاسی او بوده.

### شایعهٔ ویلاسازی غیرقانونی در لواسان و تکذیبیه و شکایت
در دی ماه ۱۳۹۷ پس از افشاگری‌های رسانه‌های مختلف از جمله توسط یاشار سلطانی، برنامه شهرداد از تلویزیون اینترنتی آوانت با انتشار ویدیویی اتهام ساخت و ساز غیرقانونی در لواسان را متوجه هانی میرمحمدعلی داماد سید صفدر حسینی و شوهر سیده فاطمه حسینی کرد که با تکذیب و شکایت فاطمه حسینی روبرو شد. وی نوشت «در پی شایعه پراکنی و ادعای اخیر علیه اینجانب مبنی بر «ویلای غیرقانونی در لواسان»، حق پیگیری قضایی را برای خود محفوظ دانسته و در راستای شفافیت، به دستگاه قضا شکایت می‌کنم. زندگی و فعالیت‌های اینجانب همواره شفاف بوده و حال وقت آن رسیده که مدعیان اسناد ادعاهای خویش را در راستای شفافیت، به دادگاه ارائه کنند».

## سوابق
- رئیس هئیت مدیرهٔ صرافی به شماره ۴۲۰۹۸۹[۲۲]
- مشاور مالی نمایندگی بیمهٔ ملت[نیازمند منبع]
- مشاور مالی شرکت پترو دژ پارس[نیازمند منبع]
- مشاور مالی شرکت صنایع سیمان[نیازمند منبع]
- عضو انجمن دوستی ایران اسپانیا[نیازمند منبع]
- عضو سازمان نظام مهندسی ساختمان[۲]